# La Parrilla
La Parrilla es un municipio y localidad española de la provincia de Valladolid, en la comunidad autónoma de Castilla y León. El término municipal cuenta con una población de 480 habitantes (INE 2024).

## Geografía

### Dunas
El páramo pinariego está limitado por los municipios de Portillo, Montemayor, La Parrilla, Aldeamayor de San Martín, Tudela de Duero y Camporredondo. Es un paisaje de dunas que la vegetación plantada por el hombre ha podido retener. Su apariencia exterior es ondulada; se formaron con las arenas depositadas por los ríos Duero y Cega. En algunos puntos el espesor de la arena puede alcanzar los 20 metros de profundidad. El viento ayudó a la ondulación y el movimiento. La plantación de los pinos se inició a finales de la Edad Media y con ello se fue consiguiendo que no avanzaran de forma rápida al tiempo que crecía un bosque de pinares de una gran riqueza económica con las industrias de la piña, el piñón, madera para la construcción, leña,  resina y  pez para la impermeabilización.

Dunas
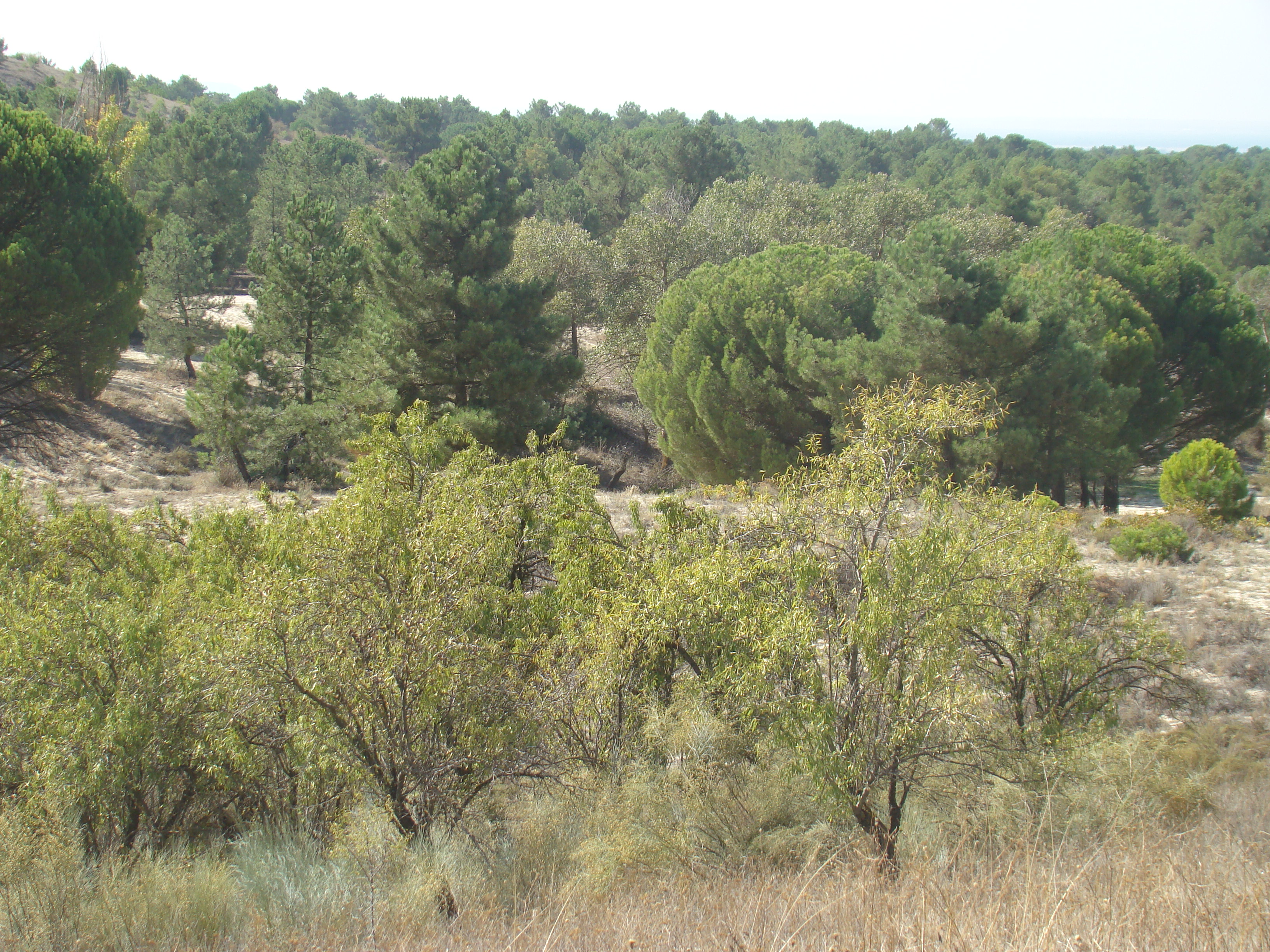
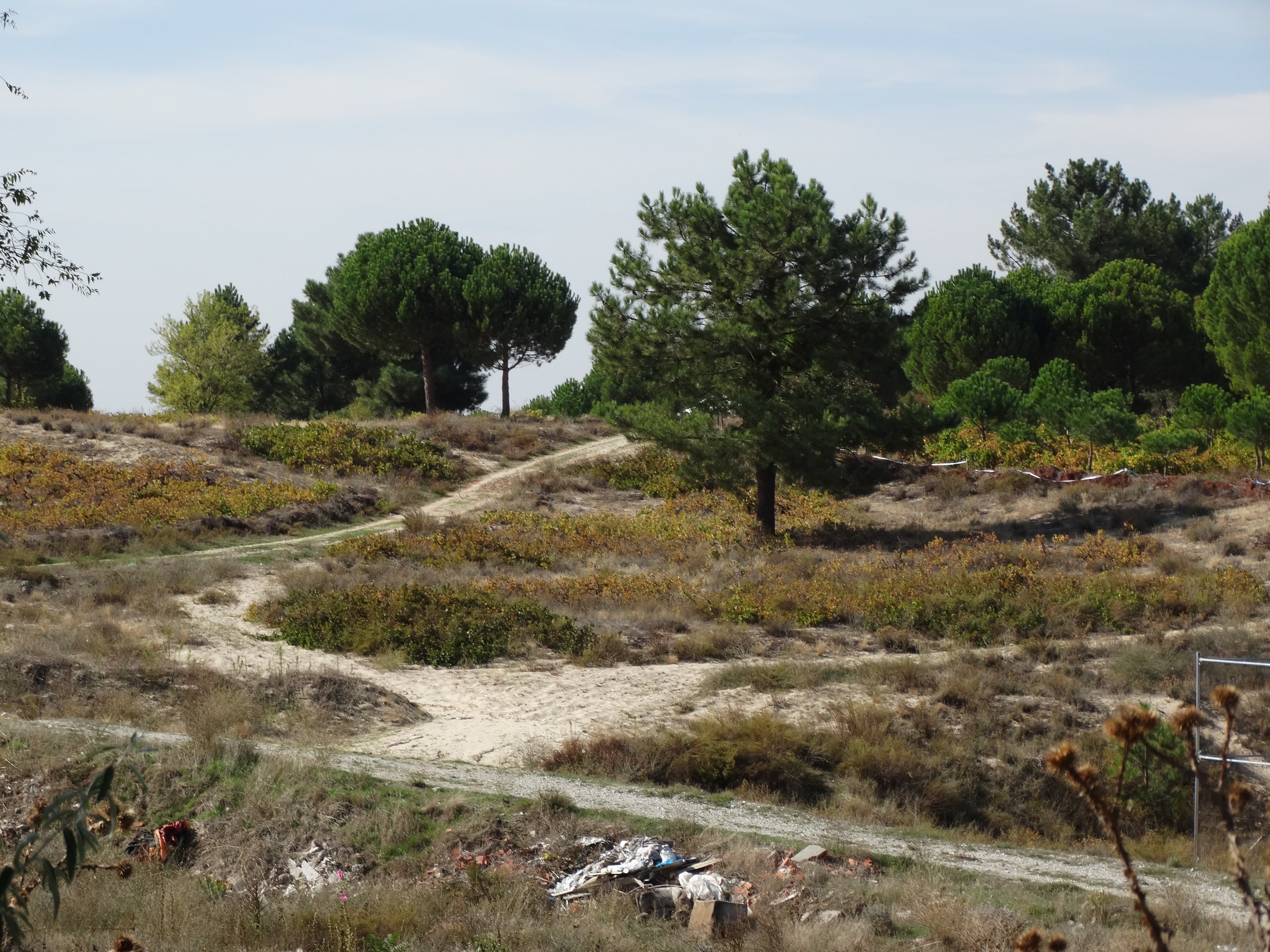
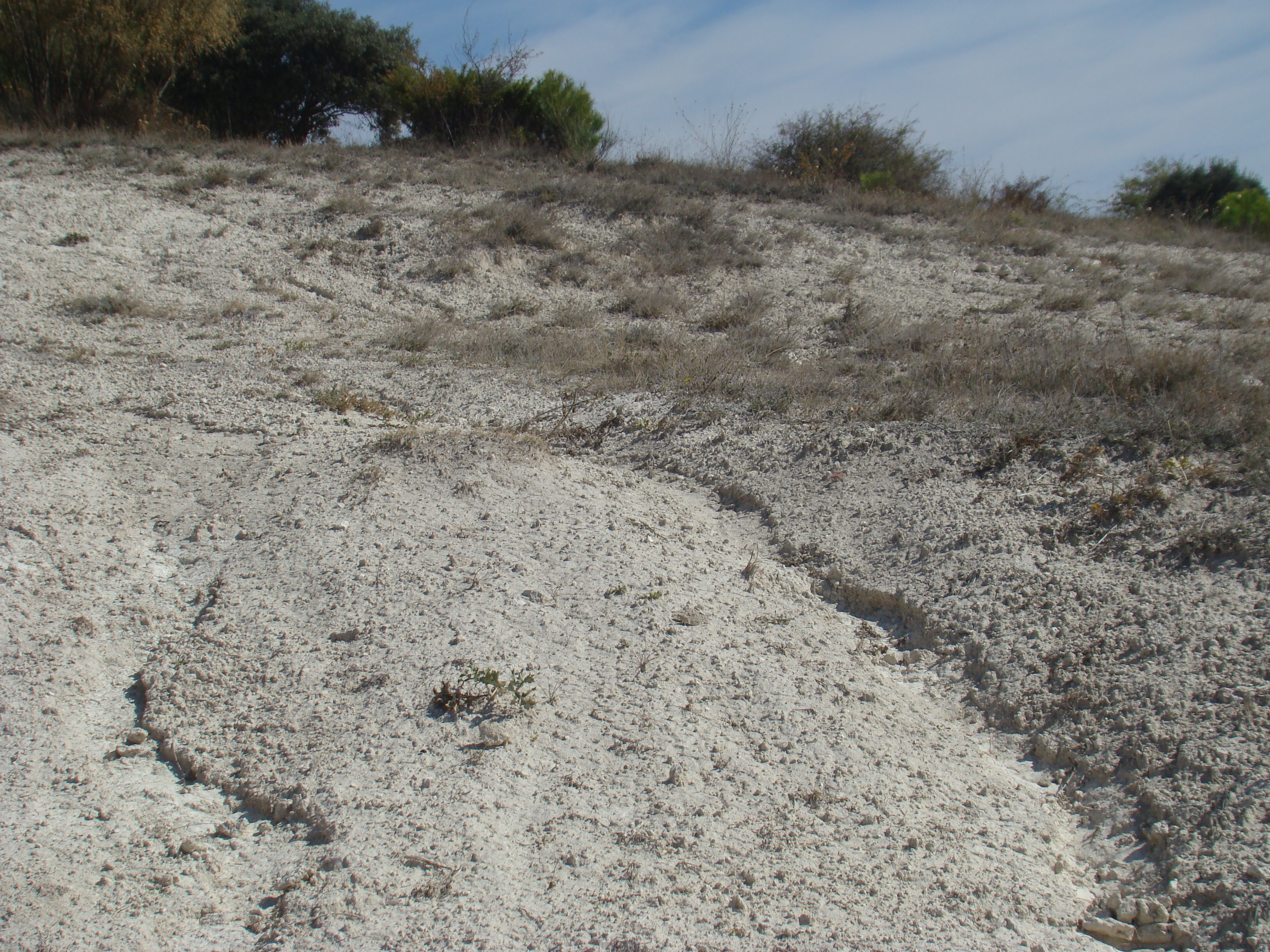

## Historia
Es la cuna de San Francisco de San Miguel. Fue un religioso franciscano español, uno de los 26 mártires de Japón, venerado como santo por la Iglesia católica.

## Heráldica
En el número 1 de la plaza Mayor se encuentra la sede del Ayuntamiento, que ocupa la casa noble del antiguo mayorazgo de la familia Rivadeneira. A ambos lados de la puerta de medio punto con dovelas se pueden ver sendos escudos iguales (bastante deteriorados), en piedra. Presentan las armas de la familia Ribadeneira, procedente de Galicia y Palencia y emparentados con los marqueses de la Vega de Boecillo.
Los Ribadeneira se establecieron  en Valladolid y uno de sus miembros, el licenciado Hernando Arias de Ribadeneira, fundó mayorazgo y estableció su casa solariega en La Parrilla. Casó con Leonor de Cuéllar y de esta unión nació Francisco de Ribadeneira que a su vez fundó mayorazgo y cuyas propiedades estaban en Valladolid y La Parrilla.
Las armas de la familia Ribadeneira son: Arriba cruz floreteada y por debajo ondas de agua con una trucha. Bordura aspada o sotuer con ocho piezas. En la catedral de Palencia, en el retablo de la capilla de santa Lucía se puede ver con sus colores el escudo de Hernando Arias de Ribadeneira.

Casa noble de los Rivadeneira
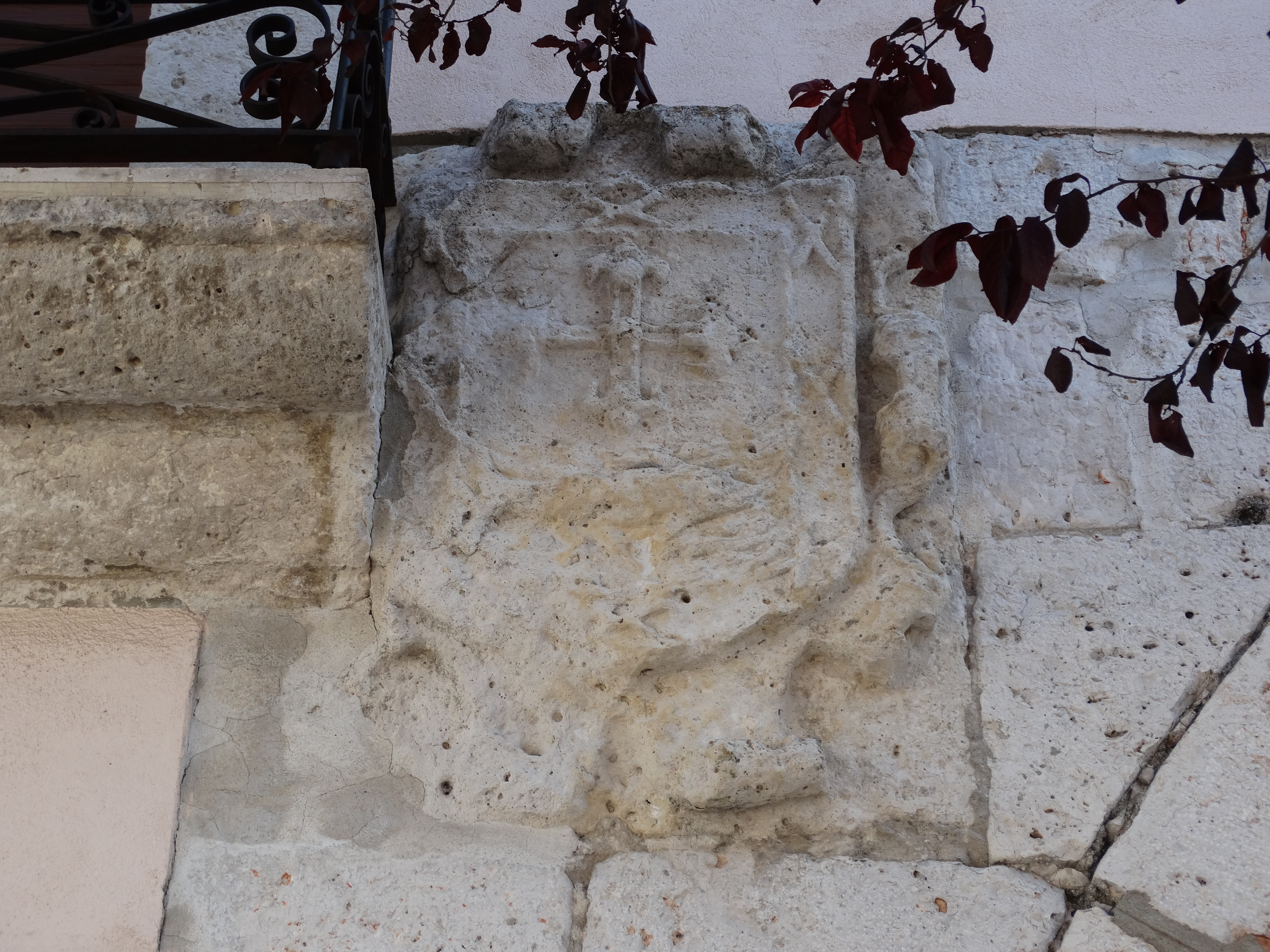
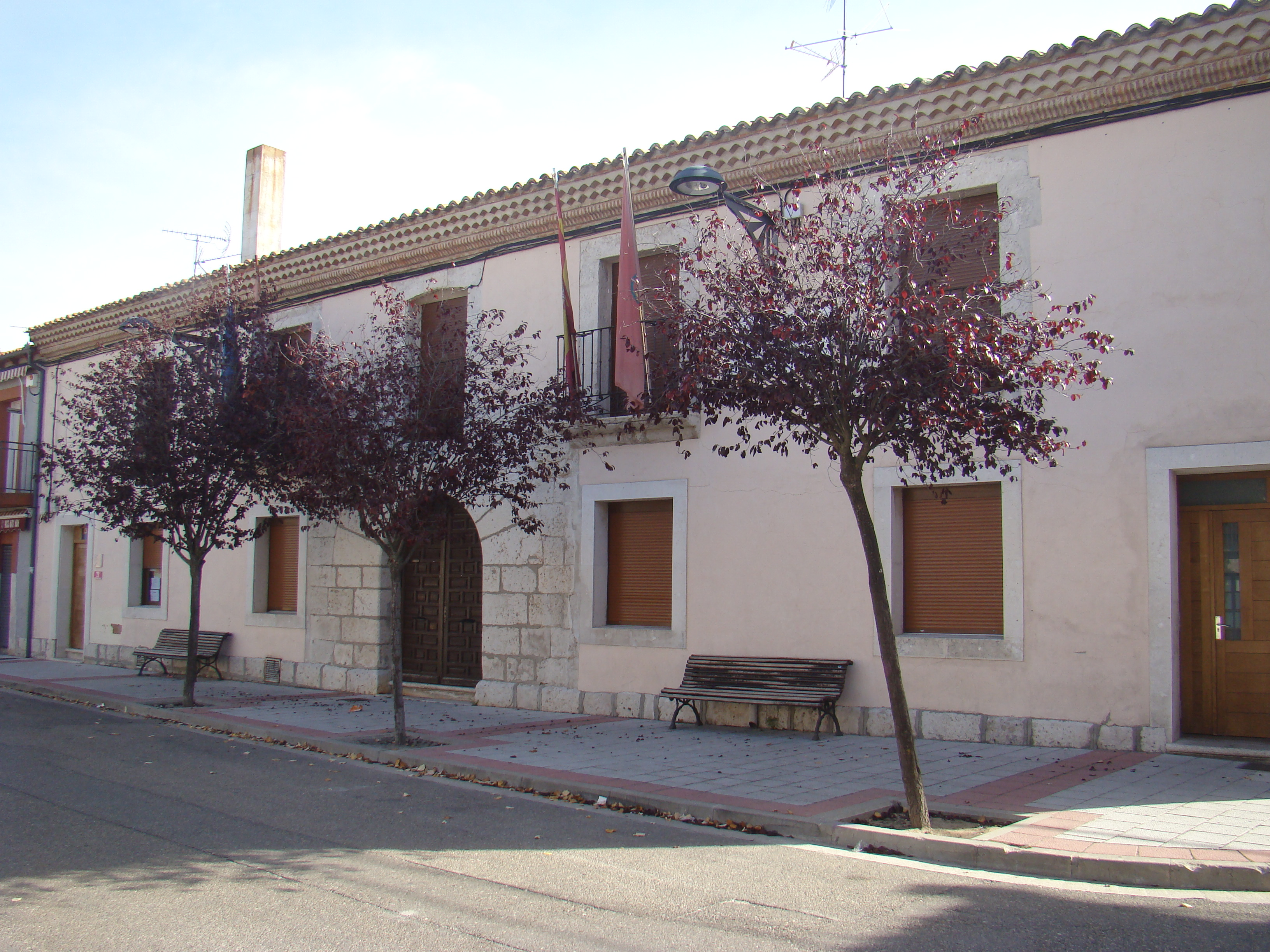
Casa solariega y sede del Ayuntamiento
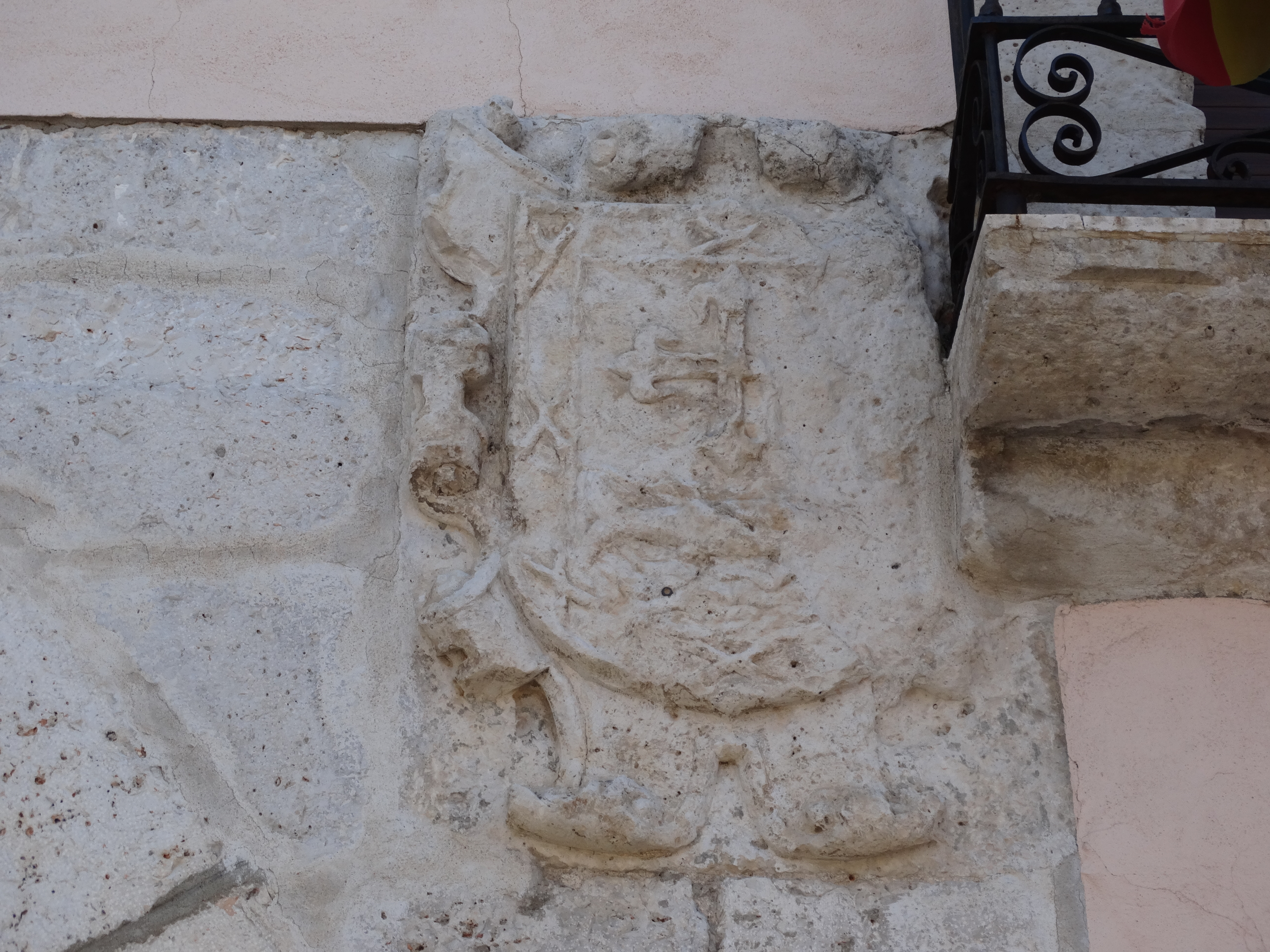

## Demografía
Cuenta con una población de 480 habitantes (INE 2024).
| Gráfica de evolución demográfica de La Parrilla entre 1842 y 2021                                                     |
| |
| Población de derecho según los censos de población del INE. Población de hecho según los censos de población del INE. |

## Patrimonio

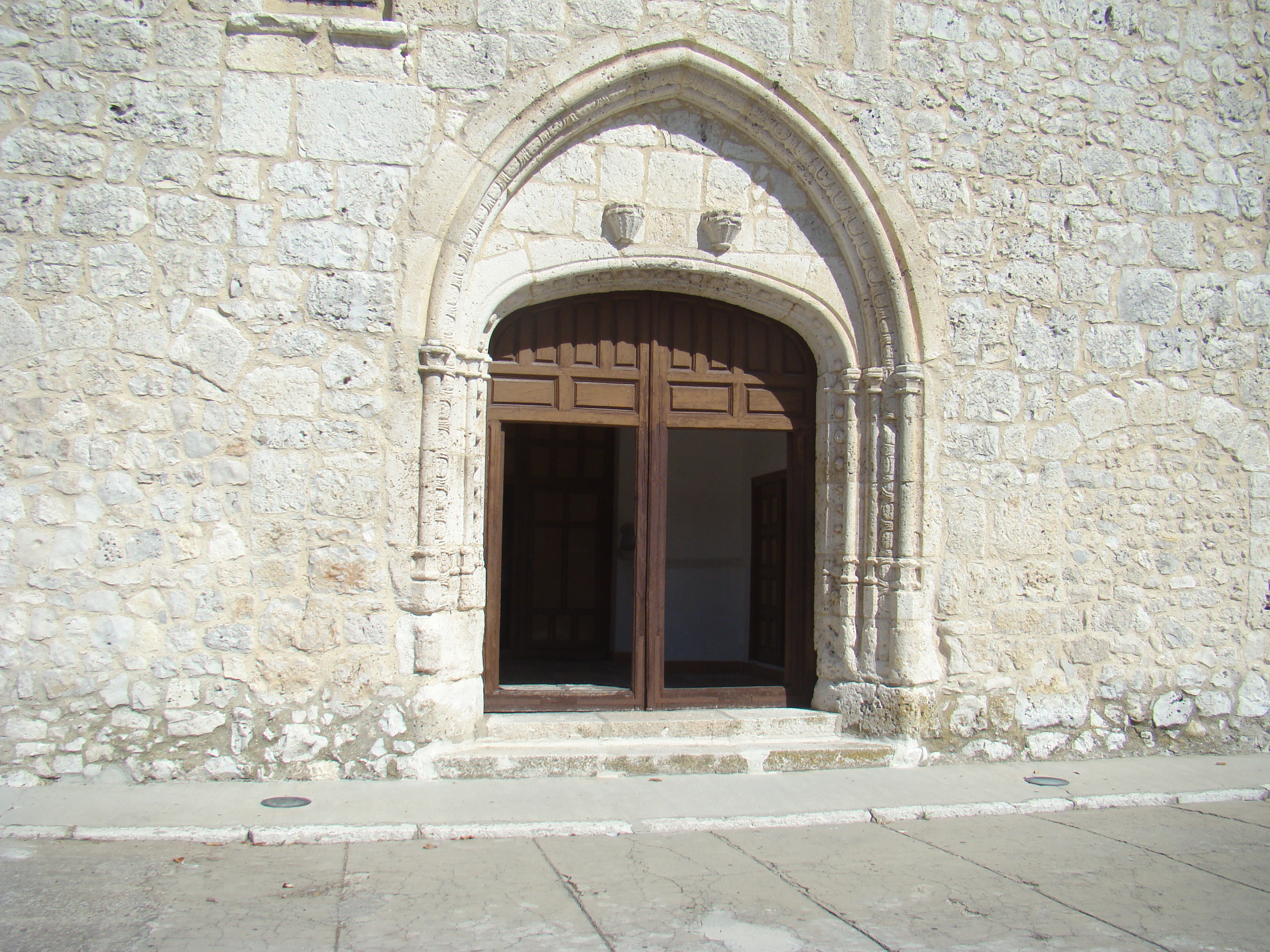
Puerta de acceso al templo

Iglesia parroquial de Nuestra Señora de los Remedios
La iglesia parroquial está consagrada a Nuestra Señora de los Remedios. Es un edificio de estilo gótico del primer tercio del siglo XVI. Fue construida en piedra y ladrillo. Lo más antiguo corresponde a la capilla mayor (siglo XIV) que se cubre con bóveda de cañón apuntado. Tiene dos naves, la nave principal y la del lado del Evangelio que fue una ampliación de finales del siglo XV. Es de destacar la portada que se abre al sur. La puerta propiamente dicha por la que se accede al templo es de arco carpanel adornado con bolas al gusto hispano flamenco. Esta puerta está cobijada por un arco apuntado.
Humilladero del Santo Cristo
El humilladero del Santo Cristo se encuentra a la salida (o a la entrada, según se acceda) del pueblo, por el norte, en la confluencia de dos caminos: uno conducía al puente de Tudela (y desde allí a Valladolid) y el otro al puente de Villalba de Duero (Burgos), que ya no existe.
Ermita de San Francisco de San Miguel

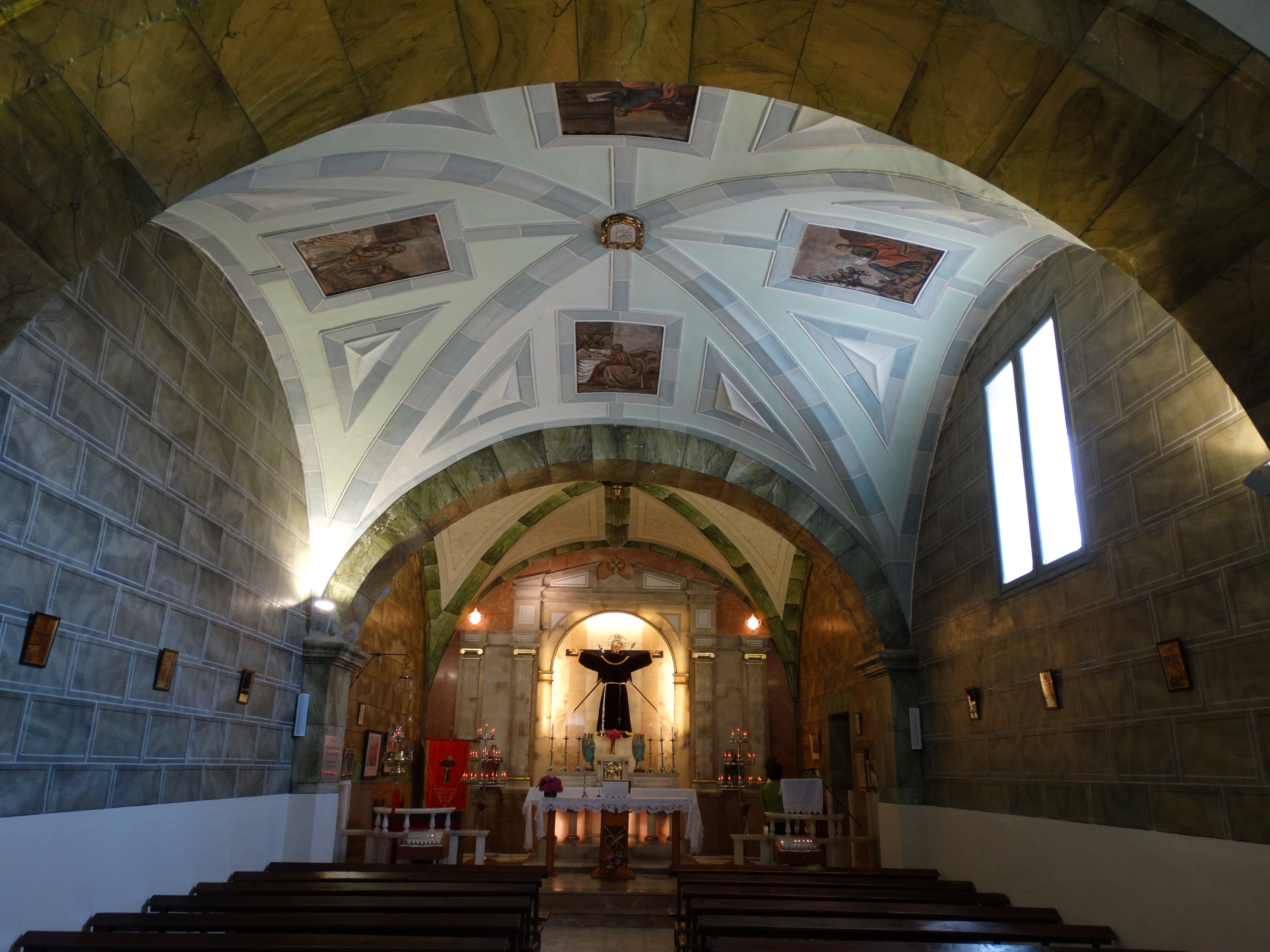
Interior de la ermita de San Francisco de San Miguel

Fue edificada en el siglo XVII en el interior de la población. Consta de una sola nave con bóveda de arista y decoración de yeserías barrocas. La capilla mayor se cubre con bóveda de crucería. El altar mayor lo preside una dramática imagen de vestir del santo mártir que lleva clavadas dos lanzas en aspa como símbolo de su martirio.